# Estació d'Orpesa
Orpesa és una estació de la Línia 7 (Regional País Valencià) de Mitjana Distància Renfe del País Valencià situada a la línia del Corredor Mediterrani a l'est del nucli urbà d'Orpesa, a la comarca de la Plana Alta de la província de Castelló. A més de regionals, també paren part dels trens de Llarg Recorregut que circulen per aquesta estació com Talgo o Alaris.
| Procedència/Destinació     | <                   | Línia  | >           | Procedència/Destinació              |
| -------------------------- | ------------------- | ------ | ----------- | ----------------------------------- |
| Mitjana Distància de Renfe |                     |        |             |                                     |
| València-Nord              | Benicàssim          | L7     | Torreblanca | Tortosa Barcelona-Estació de França |
| Llarg Recorregut de Renfe  |                     |        |             |                                     |
| Barcelona-Sants            | Benicarló-Peníscola | Alaris | Benicàssim  | València-Nord Alacant-Terminal      |
| terminal                   | terminal            | Alaris | Benicàssim  | Madrid-Puerta de Atocha             |
| Barcelona-Sants            | Benicarló-Peníscola | Talgo  | Benicàssim  | Múrcia                              |